# Erik Ryning (död 1613)
Erik Ryning, död 20 oktober 1613, var en svensk adelsman, häradshövding och ståthållare

## Biografi
Erik Ryning var son till Nils Ryning och Ingeborg Trolle. Han blev häradshövding 25 januari 1593 i Vifolka härad och 8 mars 1594 i Lysings härad. Blev några år senare den 17 juli 1600 ståthållare på Västerås slott och över Västmanland och Dalarne. Ryning avled 1613 och begravdes i Julita kyrka. Hans epitafium sattes även upp i kyrkan, över honom och hans fru.
Han blev uti sin senare häradshövdingbeställning av konung Sigismund stadsfäst 9 juli 1594, men höll sedermera med hertig Carl och skickades av honom jämte Johan Rosenhane såsom pålitliga män år 1599 till Dalarne att befordra hertigens avsikter.

### Egendom
Ryning ägde Gimmersta herrgård i Julita socken, Holbonäs säteri i Sköldinge socken och Lagmansö i Vadsbro socken.

### Familj
Ryning gifte sig med Anna Månsdotter Lilliehöök (1559–1621), dotter till Måns Pedersson Lilliehöök och Kerstin Larsdotter (Sparre). De fick tillsammans barnen riddaren Nils Ryning (död 1631), kammarherren Olof Ryning, Ingeborg Ryning som var gift med översten Sigvard Månsson Kruse, friherren Erik Ryning (död 1654), kaptenen Bengt Ryning vid Södermanlands regemente och Christina Ryning (död 1656) som var gift med borgmästaren Peder Larsson i Nyköping och generalmajoren Johan von Vietinghoff.